# Oberonia lobulata
Oberonia lobulata är en orkidéart som beskrevs av George King och Robert Pantling. Oberonia lobulata ingår i släktet Oberonia och familjen orkidéer. Inga underarter finns listade i Catalogue of Life.